# Olympische Winterspiele 1964/Eisstockschießen
Eisstockschießen wurde bei den IX. Olympischen Winterspielen 1964 in Innsbruck als Demonstrationsbewerb vorgeführt.

## Ergebnisse

### Zielschießen
| Platz | Land | Sportler             | Punkte |
| ----- | ---- | -------------------- | ------ |
| 1     | AUT  | Johann Rottensteiner | 63     |
| 2     | EUA  | Albin Stockinger     | 47     |
| 3     | AUT  | Johann Kainz         | 42     |
| 4     | EUA  | Josef Schwarz        | 40     |
| 5     | ITA  | Josef Ebner          | 38     |

### Distanzschießen
| Platz | Land | Sportler       | Distanz (m) |
| ----- | ---- | -------------- | ----------- |
| 1     | AUT  | Peter Hörl     | 158,90      |
| 2     | AUT  | Erich Hörl     | 150,20      |
| 3     | EUA  | Max Geiß       | 147,20      |
| 4     | AUT  | Johann Frick   | 147,10      |
| 5     | AUT  | Ernst Schablas | 147,05      |

### Distanzschießen (Senioren)
| Platz | Land | Sportler              | Distanz (m) |
| ----- | ---- | --------------------- | ----------- |
| 1     | EUA  | Ludwig Wagner         | 132,10      |
| 2     | AUT  | Leo Meisl             | 128,70      |
| 3     | AUT  | Raimund Reichenpfader | 121,15      |
| 4     | AUT  | Richard Steiner       | 118,15      |
| 5     | EUA  | Josef Thalhammer      | 114,80      |

### Mannschaft
| Platz | Land                                                                           | Punkte |
| ----- | ------------------------------------------------------------------------------ | ------ |
| 1     | EC Frauenau 1953Josef Schwarz Karl Straub Josef Häusler Josef Geiger           | 24     |
| 2     | ER VölkendorfVincenz Tschuden Thomas Lanzinger Manfred Lanzinger Georg Rumpold | 23     |
| 3     | EV FüssenSepp Holmhey Josef Bernhard Franz Maier Albert Aich                   | 23     |
| 4     | EV WeizklammWalter Enthaler Georg Heitra Karl Reisner Rudolf Gösslbauer        | 22     |
| 5     | EC FerchenseePeter Kemser Markus Schwaiger Engelbert Zunterer Alois Zunterer   | 21     |